# Maximumkiválasztás
A maximumkiválasztás egy egyszerű algoritmus, amely egy véges (nem feltétlenül numerikus) sorozat – vagy számítástechnikai szóhasználattal élve egy tömb – elemei közül a maximálisnak megadja a sorszámát. Sorszám helyett visszaadhatjuk az elem értékét is, de célszerűbb a sorszám használata (ez alapján az elem is azonnal meghatározható).

## Az algoritmus
```
   
MAX = 1

   
CIKLUS
 i = 2 
-TŐL
 N 
-IG
 {
           
HA
 A[i] > A[MAX]{
                    
MAX = i

              }
   }
```

A A[i] > A[MAX] relációból következik, hogy több maximális elem esetén az elsőt adja vissza. „≥” jel használata esetén az utolsó maximálisat adná vissza. A reláció megfordításával pedig minimumkiválasztást kapunk.

## Lásd még
- Algoritmus